# Graham Liggins
Sir Graham Collingwood „Mont“ Liggins (* 24. Juni 1926 in Thames; † 24. August 2010 in Auckland) war ein neuseeländischer Geburtshelfer und Physiologe. Liggins’ Arbeiten trugen wesentlich zum Verständnis des Geburtsvorgangs und zur Verbesserung der Überlebenschancen Frühgeborener bei. Liggins gilt als einer der herausragenden Forscher Neuseelands.

## Leben
Liggins’ Vater war Arzt. Graham Liggins erhielt seine schulische Ausbildung an der Thames High School und der Auckland Grammar School. 1949 schloss er sein Studium der Medizin an der University of Otago ab und erwarb 1950 das Diplom für Geburtshilfe des Royal College of Obstetricians and Gynaecologists in London. Liggins arbeitete zunächst als Hausarzt in Hamilton und erwarb 1954 einen M.D. an der University of Otago. Liggins absolvierte den Rest seiner Ausbildung zum Facharzt für Gynäkologie und Geburtshilfe im Vereinigten Königreich. Ab 1959 arbeitete Liggins als Geburtshelfer im National Women’s Hospital in Auckland, das später Teil der neugegründeten Medizinischen Fakultät der University of Auckland wurde. 1969 erwarb Liggins noch einen Ph.D. an der University of Auckland, wo er im selben Jahr Associate Professor und 1971 ordentlicher Professor für Geburtshilfe und gynäkologische Endokrinologie wurde. 1987 ließ er sich emeritieren und übernahm die Leitung des universitären Forschungszentrums für Reproduktionsmedizin. Aus gesundheitlichen Gründen zog sich Liggins Mitte der 1990er Jahre aus dem Forschungsbetrieb zurück.
Graham Liggins und seine Frau Celia († 2003) hatten zwei Söhne und zwei Töchter.

## Wirken
Liggins führte die meisten seiner Experimente an Hausschafen durch, zum Teil in der landwirtschaftlichen Forschungsstation Ruakura. Er konnte nachweisen, dass der Beginn des Geburtsprozesses vom ungeborenen Lamm – genauer der Wirkung seiner Hypophyse auf die Produktion von Cortisol – und nicht etwa vom mütterlichen Organismus eingeleitet wird. Der Nachweis eines ähnlichen Mechanismus beim Menschen gelang dagegen nicht. Liggins konnte außerdem zeigen, dass ungeborene Lämmer bereits Atembewegungen durchführen.
Auf Liggins und den britischen Kinderarzt Ross Howie geht das humanmedizinische Verfahren zurück, bei drohender Frühgeburt der Mutter Corticosteroide zu verabreichen, um die Lungenreifung des Ungeborenen zu beschleunigen und das Atemnotsyndrom des Neugeborenen möglichst zu verhindern. Die Überlebenschancen Frühgeborener konnten durch diese Methode dramatisch verbessert werden. Viele Erfolge des jungen Fachgebiets der Neonatologie wären ohne diese Behandlung nicht möglich.
Weitere Arbeiten Liggins’ befassten sich mit der Physiologie des Tauchens bei Weddellrobben. Auch hier interessierten ihn insbesondere trächtige Tiere und die Rolle des Cortisols.

## Auszeichnungen (Auswahl)
- 1976 Fellow der Royal Society of New Zealand[1]
- 1980 Hector Medal
- 1980 Polar Medal for Antarctic research
- 1980 Fellow der Royal Society
- 1985 Commander of the Order of the British Empire (CBE)
- 1991 Knight Bachelor („Sir“)
- 2001 Ernest Rutherford Medal

An der University of Auckland ist das 2002 eröffnete Liggins Institute als führende Einrichtung der biomedizinischen und klinischen Forschung beheimatet.

## Schriften (Auswahl)
- Parturition. in: Seminars in Perinatology. Grune & Stratton, New York 1978, S. 195–286, OCLC 4293750.
- Fetal and neonatal development. 1988.